# Quo vadis, Bulgaria?
Вижте пояснителната страница за други значения на Quo vadis.
Quo vadis, Bulgaria? е публистична брошура на Иван Михайлов, с която отправя риторични въпроси и предупреждение към сънародниците си относно опасностите към които ги води правителството на звенарите, след извършения от тях деветнадесетомайски преврат.  По това време на смърт задочно е осъден самият Михайлов. Повод става това, че Деветнадесетомайците установяват дипломатически отношения с болшевиките на 23 юли 1934 г., с което Царство България признава Съветския съюз. Превратаджиите започват да провеждат политика на сътрудничество с Югославия и частично ориентират външната политика на страната към Франция – основен създател и крепител на Версайската система от договори, ощетила България след Първата световна война. В своята брошура  Михайлов пише, че сърбофилството на организаторите и извършителите на превратаджиите, довело до забраната на освободителните организации на българите в Македония, Южна Добруджа,Западните покрайнини и Беломорска Тракия е закъсняло и изродено ехо от сляпото русофилство в България през следосвобожденските години. Брошурата излиза в началото на 1937 година, но нейната актуалност, както и тази на въпроса Quo vadis?, не се губи. Първото издание на брошурата е от Македонската патриотична организация в САЩ, Индианаполис (1937), а второто – в България през 1996 г.